# Handley Page HP.80 Victor

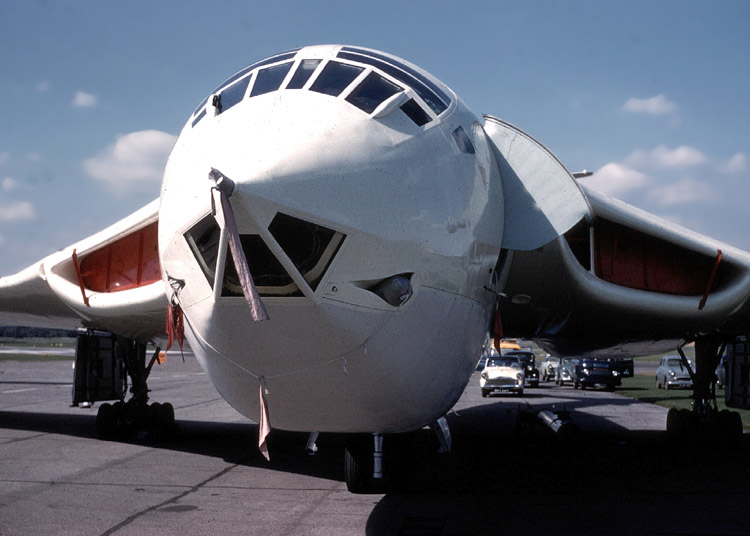
Il muso semi-vetrato di un Victor.

L'Handley Page HP.80 Victor era un bombardiere strategico quadrimotore ad ala alta, prodotto dall'azienda britannica Handley Page Limited negli anni cinquanta. Impiegato dalla Royal Air Force durante la Guerra Fredda, fu l'ultimo velivolo della famiglia dei V-Bombers inglesi con i quali compose, assieme al Vickers Valiant ed all'Avro Vulcan, il deterrente nucleare del Regno Unito. In seguito all'acquisizione, da parte della Royal Navy, di sottomarini SSBN equipaggiati con missili balistici Polaris, molti dei Victor in servizio vennero convertiti in aerocisterne.

## Sviluppo
Come per gli altri bombardieri appartenenti alla serie V, il Victor fu progettato per soddisfare un requisito all'epoca di primaria importanza per le forze aeree occidentali: essere in grado di penetrare lo spazio aereo sovietico ad elevate velocità ed altitudini trasportando, al di sopra dell'obiettivo, una bomba nucleare a caduta libera.
Creato in risposta dell'Air Ministry Specification B.35/46, lo sviluppo del Victor, e della particolare ala a freccia crescente di cui doveva essere dotato, coinvolse l'utilizzo di numerosi banchi prova tra cui l'aliante HP.87 ed un Supermarine Attacker modificato, che assunse la nuova designazione HP.88.
Quest'ultimo fu vittima di un incidente il 26 agosto 1951 dopo aver completato 30 voli ed aver raccolto una minima quantità di dati nei suoi appena due mesi di esistenza. Tuttavia, il progetto dell'HP.80 era già in uno stadio talmente avanzato che la perdita dell'HP.88 non ne mise in dubbio la realizzazione; l'ala montata sul Supermarine, inoltre, era ormai superata avendo quella dell'HP.80 cambiato più volte aspetto e forma rendendola totalmente differente.
I due prototipi realizzati vennero designati WB771 e WB775.

## Tecnica
L'HP.80 si presentava come un velivolo dal design futuristico con propulsori stretti e larghi, affogati in corrispondenza della radice alare; la coda, a forma di T, era dotata di stabilizzatori orizzontali inclinati verso l'alto mentre il muso, piuttosto pronunciato causa la presenza del radar di tiro, era dotato di una vetrata per l'equipaggio. A differenza del Vulcan e del Valiant nell'HP.80 i piloti sedevano sullo stesso piano degli operatori, usufruendo così di un più largo compartimento pressurizzato.
Come gli altri bombardieri serie V, invece, solo i piloti erano dotati di sedili eiettabili; i tre Systems Operators, attivando dei cuscini esplosivi, avrebbero dovuto abbandonare il velivolo lanciandosi col paracadute.
Principale caratteristica del Victor fu quella di usufruire di ali a freccia crescente: queste avevano la peculiarità di rendere sempre maggiore l'ampiezza dell'angolo alare in corrispondenza di ognuno dei tre stadi di cui erano composte.
Nei prototipi, invece, si riscontrarono alcuni problemi di pesantezza della coda che vennero in seguito risolti con l'allungamento del muso e la ridistribuzione della zavorra anche nella parte anteriore del velivolo.

## Impiego operativo
L'HP.80 fu l'ultimo V-bomber ad entrare in servizio e l'ultimo ad uscirne, nove anni dopo il ritiro dell'ultimo esemplare di Avro Vulcan.
Il velivolo, nella versione B.1A, venne utilizzato nella Guerra del Borneo svolgendo alcune missioni di bombardamento che risulteranno essere le uniche della sua carriera.
Il Victor, d'altro canto, venne impiegato nella Guerra delle Falkland e nella Guerra del Golfo come aerocisterna.
Con la conclusione della guerra fredda e l'evoluzione delle tattiche di supporto aereo l'Handley Page costituiva un surplus per la RAF alquanto oneroso per lo scarso rapporto costo-efficacia.
L'HP.80 fu definitivamente ritirato nell'ottobre 1993 e fu l'ultimo velivolo realizzato dalla ditta produttrice originaria dell'Hertfordshire.

## Versioni

### HP.80
Prototipo, due velivoli realizzati. (WB771; WB775)

### Victor B.1/B.1A
I Victor B.1 di serie furono motorizzati dai turbogetto Armstrong Siddeley Sapphire ASSa.7, accreditati di 11 000 lb di spinta ciascuno, ed equipaggiati della Yellow Sun, nome della prima nuclear-weapon in forza all'aeronautica di Sua Maestà. In seguito 24 Victor subirono un upgrade che valse loro una nuova denominazione: la B.1A. A questo standard, il velivolo era dotato di un RWR (Radar Warning Receiver) EKCO ARI 5919/ARI 5952, nome in codice Red Steer, posizionato in un radome della coda. Infine, una suite di ECM (Electronic Countermeasures) completava la nuova dotazione avionica.
Il 1º giugno 1956, il Victor XA917, pilotato dal collaudatore Johnny Allam, superò la barriera del suono durante una leggera picchiata eseguita al massima potenza. Allam, notò un Mach 1.1 indicato dalla strumentazione di bordo mentre vari spettatori, dislocati da Watford a Banbury, dichiararono di aver chiaramente percepito un boom sonico. Il Victor, difatti, fu il più grande aereo dell'epoca ad aver superato il muro del suono.

### Victor B.2/B.2RS

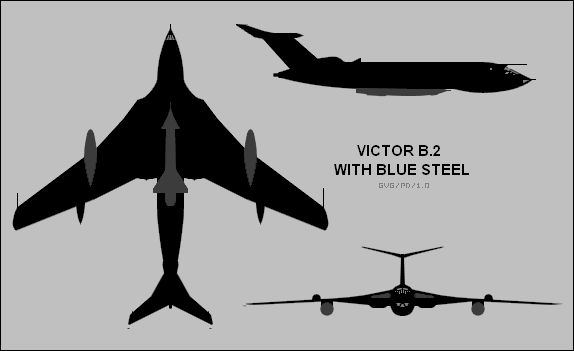
Tavola prospettica verticale della versione B.2.

I velivoli appartenenti alla serie B.2, costituivano un vero e proprio upgrade del Victor aggiornato sia elettronicamente che strutturalmente.
In primo luogo, questi esemplari furono propulsi da quattro turboventola Rolls-Royce Conway RCo.11 i quali sviluppavano una spinta pari a 76.7 kN ciascuno; la sostituzione dei propulsori originali con altri più performanti comportò, a sua volta, anche un allargamento delle prese d'aerazione per un incremento del flusso d'aria all'interno del propulsore.
Le ali furono allungate e vennero applicati su di esse degli anti-shock bodies: dei bulbi posizionati al di sotto dei flap il cui compito era diminuire la resistenza d'onda prodotta dal volo a regime transonico.
A differenza dei B.1, i B.2 erano caratterizzati da due dispositivi a orecchio d'elefante, posizionati alla base del timone di coda.
Queste palette, se in funzione, avrebbero azionato delle piccole turbine a presa dinamica, da cui il nome RAT (Ram Air Turbine). In caso di cessazione della combustione nei motori ad alta quota, dovuta ad esempio dall'onda d'urto di un'esplosione nucleare, la perdita dei controlli elettrici o idraulici avrebbe azionato il RAT che avrebbe fornito energia elettrica sufficiente al volo. L'ala destra, inoltre, ospitava anche un Blackburn Artouste AAPU (Airborne Auxiliary Power Unit). Questo quinto motore avrebbe mantenuto l'aria in pressione per una seconda accensione dei motori in caso di perdite di potenza.

### Strategic Reconnaissance
Victor B(SR).2
Nove velivoli appartenenti alla serie B.2, vennero convertiti per soddisfare il requisito formulato dalla RAF di "aereo da ricognizione strategica" andando a sostituire in questo ruolo i Valiant, ritirati causa affaticamento della struttura alare.
Per assolvere tali missioni, i B(SR).2 ricevettero macchine fotografiche ad alta risoluzione, un Ground Mapping Radar montato nel compartimento bombe e dei rilevatori, in grado di individuare determinate particelle rilasciate durante l'esecuzione di test nucleari.

### Refueling Tanker
Victor B.1A (K2P)/BK.1/BK.1A/K.2

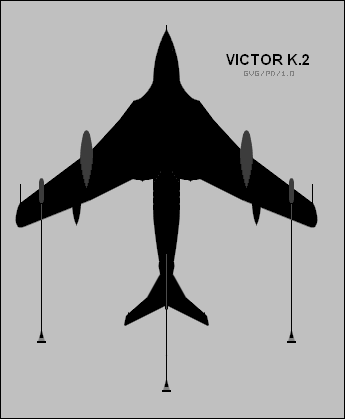
Tavola prospettica verticale della versione K.2.

Il ritiro dell'intera flotta di Valiant lasciò la RAF pericolosamente scoperta nel settore delle aerocisterne.
Per questo motivo gli Handley Page B.1/B.1A , oramai giudicati obsoleti per ricoprire un ruolo primario qual era il bombardamento strategico, vennero rinnovati per questo scopo. Sei dei B.1A ancora in servizio, furono dotati di un refuelling system a sonda flessibile con cestelli collocati in corrispondenza di ogni ala; vennero denominati B.1A (K2P). In seguito altri 14 B.1A ed 11 B.1 furono dotati di serbatoi posizionati all'interno della stiva e di un sistema di rifornimento a tre punti: un cestello al di sotto di ciascuna ala ed un terzo sistemato ventralmente.
Le designazioni che ricevettero questi aerei furono, rispettivamente, BK.1A e BK.1.
I rimanenti esemplari della versione B.2, non vennero impiegati in missioni di strike a bassa quota come per gli Avro Vulcan; bensì, vennero portati al nuovo standard per aerocisterne: K.2.
I 24 Victor convertiti, ebbero delle ali più snelle ed una nuova vernice anti-flash white che avrebbe dovuto diminuire l'assorbimento di radiazioni in caso di utilizzo in teatri contaminati da minaccia nucleare.
Il Victor K.2 poteva imbarcare 41 000 kg di combustibile; rimase in servizio attivo fino al 1993.

## Utilizzatori
Regno Unito
- Royal Air Force
  - No. 10 Squadron RAF
  - No. 15 Squadron RAF
  - No. 55 Squadron RAF
  - No. 57 Squadron RAF
  - No. 100 Squadron RAF
  - No. 134 Squadron RAF
  - No. 139 (Jamaica) Squadron RAF
  - No. 214 Squadron RAF
  - No. 543 Squadron RAF
  - No. 232 Operational Conversion Unit RAF

## Incidenti
- 20 agosto 1959: il Victor B.2, XH668 precipita in mare al largo di Milford Haven, Pembrokeshire.[5]
- 19 giugno 1960: il Victor B.1A, XH617 del 57 Squadron, viene abbandonato dall'equipaggio presso Diss, Norfolk, causa incendio a bordo.[5]
- 23 marzo 1962: il Victor B.2, XL159 precipita su una casa, a causa di uno stallo, a Stubton, Lincolnshire.[6]
- 14 giugno 1962: il Victor B.1A, XH613 del 15 Squadron, abbandonato dall'equipaggio, causa perdita potenza di entrambi i propulsori, durante la fase d'avvicinamento alla base RAF di Cottesmore.[5]
- 16 giugno 1962: il Victor B.1, XA929 del 10 Squadron, fallisce il decollo sulla base RAF di Akrotiri[7]
- 2 ottobre 1962: il Victor B.1, XA934 del 232 OCU, perde i motori in decollo sulla base RAF di Gaydon[7] Dei quattro occupanti a bordo solo il co-pilota è sopravvissuto.
- 20 marzo 1963: il Victor B.2, XM714 del 100 Squadron, stalla subito dopo il decollo sulla base RAF di Wittering.[8]
- 19 agosto 1968: il Victor BK.1, XH646 del 214 Squadron si scontra vicino Holt, Norfolk, con un English Electric Canberra del 213 Squadron WT325. Deceduti tutti i membri dell'equipaggio del Victor[9]
- 10 maggio 1973: il Victor B(SR).2, XL230 del 543 Squadron colpisce il suolo durante l'atterraggio prendendo fuoco. Base RAF di Wyton[6]
- 19 giugno 1986: il Victor K.2 XL191 del 57 Squadron fallisce l'avvicinamento per il mal tempo, ad Hamilton, Ontario.[6]
- 3 maggio 2009 in uno dei rullaggi di routine al Bruntingthorpe Aerodrome, il Victor XM715 s'alza in volo a 30 piedi d'altezza prima di tornare a terra. Il velivolo non aveva, però, l'autorizzazione al volo.[10] La Civil Aviation Authority britannica, tuttavia convenne di non avviare alcuna indagine a proposito.[11] La causa dell'incidente è stata attribuita ad un errore di comprensione fra i due piloti: al comando "throttles back", il co-pilota non ha potuto eseguire il comando poiché la manetta era ancora sotto il controllo del pilota. Nessuna azione legale è stata avviata nei confronti sia dell'equipaggio che degli operatori del Bruntingthorpe Airfield.[12]

## Esemplari attualmente esistenti
Sono solo cinque gli esemplari di Victor, al 2020, giunti ai giorni nostri:
Victor B.1A
- XH648 - Imperial War Museum Duxford, Cambridgeshire.

Victor K.2
- XH672 - Maid Marian - Royal Air Force Museum, Cosford, Shropshire.
- XH673 - gate guardian al RAF Marham, Norfolk
- XL231 - Lusty Lindy - Yorkshire Air Museum, York.
- XM715 - Teasin' Tina / Meldrew - British Aviation Heritage Centre, Leicestershire.

I soprannomi, e le relative nose art, sono stati applicati durante Desert Storm nel 1991.
Di questi, Lindy e Tina sono gli unici Victor ancora "in vita": regolarmente effettuano run ad alta velocità con espulsione del parafreno lungo le taxi ways delle rispettive basi, oltre che in manifestazioni con cadenza annuale.

### Riviste
- David Donald, Warplane Classic: Handley Page Victor, in International Airpower Review, n. 25, Westport, CT, AIRtime Publishing, 2008,  pp. 124-53. ISSN 1473-9917 (WC · ACNP)

### Velivoli comparabili per ruolo e periodo storico
Regno Unito
- Handley Page HP.87
- Handley Page HP.88
- Avro 698 Vulcan
- Vickers Valiant
- Boeing B-47 Stratojet
- North American B-45 Tornado